# Patrick Chamunda
 (septembre 2017).
Patrick S. Chamunda (né le 22 juillet 1945 et mort le 14 août 2022 à Lusaka) est un dirigeant sportif zambien, membre du Comité international olympique depuis 2002.
Il est président du Comité national olympique zambien.
Il meurt le 14 août 2022 à Lusaka à l'âge de 77 ans,.